# Častkovce
Častkovce (węg. Császtó) – wieś w powiecie Nowe Miasto nad Wagiem, w kraju trenczyńskim, w zachodniej Słowacji, o populacji około 1409 mieszkańców (dane z 2016).

## Historia
Pierwsza pisemna wzmianka o wsi pochodzi z 1392.
Znajdują się tu: zabytkowy dwór wybudowany w 1640 (wystawiony na sprzedaż za 300 000 euro), dzwonnica pochodząca z drugiej połowy XVIII wieku oraz kaplica rzymskokatolicka św. Cyryla i Metodego postawiona w 1880.
W 1993, z okazji 600-lecia pierwszej pisemnej wzmianki o ludności wiejskiej, został zbudowany kościół rzymskokatolicki poświęcony Matce Bożej Bolesnej.

## Geografia
Centrum wsi leży na wysokości 177 m n.p.m. Gmina zajmuje powierzchnię 7,571 km².
W miejscowości znajduje się Park v Častkovciach, który został uznany za obszar chroniony.

## Zasoby genealogiczne
Zapisy badań genealogicznych przechowywane są w archiwum państwowym „Statny Archiv w Bratysławie, na Słowacji”.
- zapisy kościoła rzymskokatolickiego (urodzenia/małżeństwa/zgony) w parafii A
- zapisy kościoła luterańskiego (urodzenia/małżeństwa/zgony) w parafii B